# Masdevallia naranjapatae
Masdevallia naranjapatae är en orkidéart som beskrevs av Carlyle August Luer. Masdevallia naranjapatae ingår i släktet Masdevallia och familjen orkidéer. Inga underarter finns listade i Catalogue of Life.